# 批判理论 (国际关系)
国际关系批判理论是国际关系中的一个学派，它们从实证主义和后实证主义立场出发，对国际关系理论和国际政治中的理论、元理论以及政治現實主義进行了更为广泛的批判性研究。
批判理论分为实证主义批评和后实证主义批评。实证主义批评包括马克思主义和新马克思主义的方法，以及一些传统的社会建构主义。后实证主义批评包括后结构主义、后殖民主义、批判建构主义、批判理论（严格意义上被法兰克福学派使用）、新葛兰西主义、大多数女权主义者和一些英国学派的方法，以及非韦伯历史社会学、国际政治社会学、批判地缘政治学，以及所谓的新唯物主义。这些方法在认识论和本体论前提上都不同于现实主义和自由主义。

## 发展过程
国际关系理论中的批判理论起源于1980年代在英国和美国产生的新国际关系思潮，其内容来自于法兰克福学派，这一学派的批判理论和批判社会学起源于马克思主义。
批判理论真正开始成为国际关系理论思潮中的一部分，是1980年代初期以霍夫曼（Mark Hoffman）、卡克斯（Robert W.Cox）、林克莱特（Andrew Linklater）为主的英国学者对传统的现实主义、自由主义和马克思主义正统论的抨击。林克萊特在《国家以外的义务：国际关系理论中的个人，国家和人性》（Obligations beyond the state: the individual, the state and humanity in international theory）中提出了认知论的观点，认为不能再以经验科学的传统看法来处理国际关系与世界政治，而是在知识与价指的关系上来看待国家间的关系。林克莱特认为，“任何有关国际关系的知识和理论，背后都有持论者的企图和利益，知识不可能与价值一刀切开”实有论或本体论则在认同与分析国际关系的行动者（国家、国际机构）与国际结构（单极、多极、权力平衡、国家利益等）之外，也要留意历史变迁中社会运动，以及国际政治中控制与排除（第一世界排除第二世界，对第三世界表面上的拉拢、实质上的控制）。认知论与本体论当中早已对规范做出了阐述，国际关系应当讨论全人类的共同利益与普世的解放，而非分析强权的权力斗争与平衡。林克莱特也成为是“批判风暴”中最后一位重要的批判社会理论学者。

## 基本理论
国际关系中的批判理论建立在对三大正统国际关系理论的谬误发现上，因此并没有形成一个缜密的成文理论逻辑。然而其基本理念是清晰的，主要体现为对主流话语背后的实证主义、问题解决宗旨、技术崇拜论以及战略理性的限制与批评。其中主要可以归类为两点：
1. 实证主义不能粗暴地移动到国际关系理论中，也不能粗暴地认为国际关系理论中的实证主义就是一般理论中的实证主义。
2. 国际关系不能只针对国家间关系进行研究，还必须关注人性、人道与全人类的解放。
3. 警惕技术决定论对国际关系理论建设的破坏性影响。
4. 相比战略理性，沟通理性更能决定国际关系建设理论。

理论1可以视为对国际关系实证主义的批判，认为实证主义就是一种传统理论，这种传统理论采取经验主义的、归纳法的、二元论的认识论，企图将自然科学的方法应用到社会研究领域。而批判理论则反对这种二元论，坚持理论与实践的统一，宣扬理论的实践性与能动性，具有革命的、主体的自我意识。理论1以麦克斯·霍克海默为代表，霍克海默承认，实证主义曾经在认识论领域产生过积极的社会功能。但是，随着时间的推移，启蒙运动的本质也发生了根本性变化。“今日启蒙运动”面临的任务是，适应现存社会向未来社会形态过渡的潮流，欢呼人类将第一次成为一个有意识的主体，并推动自身主动地决定自己的生活方式。“在目前这样的历史时期中，真正的理论是批判性的，而不是实证性的，正像与理论相应的社会不能称之为“生产型”的社会一样。人类的未来依赖于今日对生存所持的批判态度。”批判理论不会完全否定实证主义，但那种不事反思、禁锢思想、将思想与社会割裂、否定思想的实践性的实证主义显然是需要限制的。
理论2反映在国际关系领域，是要反思国际关系中的压迫现象，追问现存世界秩序的起源、实质及其合理性，寻找更加适合人类解放的国际政治实践模式。以科克斯、阿什利等为代表的国际关系理论家认为，如果完全从奉行实证主义路线的传统理论那里寻找答案是没有结果的。科克斯受到霍克海默关于“传统理论—批判理论”知识分类的影响，提出了“问题解决理论—批判理论”的分类。批判理论认为，国际关系中的“问题解决理论”宣称以中立、客观的态度去进行规律性研究，但脱离意图和政治目标的理论是不存在的。新现实主义的代表作《国际政治理论》肯定了科学行为主义关于理论的规定，接受了传统理论使用的主客体区别的二元论认识论以及与之相适应的自然主义研究方法，并立志建立一种科学的国际政治理论。这种理论虽然获得了一定的成功，但实际上并没有做到价值中立。肯尼思·沃尔兹本人后来也承认理论的检验标准既有真实性和证伪性，又有有用性，也就是对维持国际秩序和获得国际权力有用。
理论3提出了对技术决定论的警告，认为在国际关系理论中技术正在压迫实践，发展成为国际关系理论研究中的主导，决定了学者对研究的基本导向。在卡尔的《二十年危机》、尼布尔的《基督教现实主义和政治问题》以及摩根索的《国家间政治》中，政治现实主义都注重历史的分析、价值研究和定性研究，并不排除和否定道义、偶然性和特殊性在国际政治中的作用，都将科学实证主义分析局限在一定的范围内，对无政府状态的强调也只是作为整个权力政治研究的一个实践框架。但在肯尼思·沃尔兹那里，实证主义、自然主义代替了原有的历史、价值、反思和实践关怀，无政府状态上升为一种物化的国际结构，国家只能在它的统治制约下行事。现实主义主导和解释下的国际政治理论由此而成为了一种技术统治工具，一种问题解决理论。批判理论对此提出了警告。
理论4认为，代表批判理性的革命主义、代表技术—工具理性的马克思主义和代表战略理性的新现实主义处于一个多样性的理论世界中，它们之间的关系是一种互补关系，而不是压迫与被压迫的关系。处于主流地位的新现实主义尤其需要向其他两者学习，因为其他主义特别是革命主义拥有新现实主义“战略理性”最缺乏的人类关怀。